# ژاندارم و پلیس
ژاندارم و پلیس (به فرانسوی: Le gendarme et les gendarmettes) فیلمی محصول سال ۱۹۸۲ و به کارگردانی ژان ژیرو و تونی آبویانتس است. در این فیلم بازیگرانی همچون لوئی دوفونس، میشل گالابرو، کلود ژانساک، مائوریس ریش ایفای نقش کرده‌اند.